# Latgalià
|  | Per a altres significats, vegeu «Antic latgalià». |

El latgalià és la llengua pròpia de la Latgàlia, regió de la part est de Letònia. De vegades es considera un idioma separat, mentre que altres el consideren un dialecte del letó. El latgalià modern ha conservat més característiques de l'arcaic idioma latgalià que no pas els altres letons.

## Història
L'idioma latgalià es va desenvolupar per escrit a partir del segle xviii. El primer llibre que es coneix en latgaalià porta el títol d'Evangelia toto anno ('Evangelis per a tot l'any') i és de l'any 1753. Molts dels llibres en latgalià són dels segles xviii i xix, van ser escrits per jesuïtes i tracten de literatura religiosa, calendaris i poesia.
La publicació de llibres en latgalià i en lituà va estar prohibida des del 1865 al 1904 en l'Imperi rus.
Després del 1904 hi va haver una represa de la llengua i aparegueren periòdics i llibres de text. Es va traduir el Nou Testament l'any 1933. Després del cop d'estat de Kārlis Ulmanis el 1934, es va treure el latgalià del currículum escolar. La literatura escrita en latgalià va desaparèixer entre 1959 i 1989.
Des de la restauració de la independència de Letònia hi ha hagut un renovat interès en el latgalià i s'ensenya de manera optativa en algunes universitats com ara Rēzekne, i es publiquen llibres en latgalià.

## Estatus oficial
Entre 1920 i 1934 el latgalià va ser usat pel govern local i en l'educació de Latgàlia. Actualment no es fa servir com a llengua oficial en cap lloc de Letònia, però està legalment protegit. L'estat letó dona suport a una comissió ortogràfica.
A Letònia, el latgalià es considera normalment un izloksne (dialecte) i no un valoda (idioma).

## Dialectes
En té tres (nord, centre i sud) i són mútuament intercomprensibles i principalment presenten canvis en les vocals, diftongs i els finals d'inflexió. El dialecte central (parlat a les localitats de Juosmuiža, Vuorkova, Vydsmuiža, Viļāni, Sakstygols, Ūzulaine, Makašāni, Drycāni, Gaigalova, Bierži, Tiļža i Nautrāni) forma la base fonètica del modern llenguatge estàndard. La literatura del segle xviii estava més influenciada pel dialecte del sud.

## Alfabet
L'alfabet latgalià utilitza 35 lletres. La seva ortografia és similar a la del letó, però té dues lletres addicionals: y i ō.
| A a [a]  | Ā ā [ā]  | B b [be] | C c [ce] | Č č [če] | D d [de] | E e [e]  |
| Ē ē [ē]  | F f [ef] | G g [ge] | Ģ ģ [ģe] | H h [he] | I i [i]  | Y y [y]  |
| Ī ī [ī]  | J j [je] | K k [ka] | Ķ ķ [ķe] | L l [el] | Ļ ļ [eļ] | M m [em] |
| N n [en] | Ņ ņ [eņ] | O o [o]  | Ō ō [ō]  | P p [pe] | R r [er] | S s [es] |
| Š š [eš] | T t [te] | U u [u]  | Ū ū [ū]  | V v [ve] | Z z [ze] | Ž ž [že] |

## Exemple
Tik skrytuļam ruodīs: iz vītys jis grīžās,

A brauciejam breinums, kai tuoli ceļš aizvess,

Tai vuorpsteite cīši pret sprāduoju paušās,

Jei naatteik – vacei gi dzejis gols zvaigznēs.
Pruots naguorbej ramu, juos lepneibu grūžoj,

Vys jamās pa sovam ļauds pasauli puormeit,

Bet nak jau sevkuram vīns kuorsynoj myužu

I ramaņu jumtus līk īguodu kuormim.
Na vysim tai sadar kai kuošam ar speini,

Sirds narymst i nabeidz par sātmalim tēmēt,

A pruots rauga skaitejs pa rokstaudža zeimem,

Kai riedeits, kod saulei vēļ vaiņuku jēme.
(Poema d'Armands Kūceņš)
Parenostre en latgailà:
Myusu Tāvs, kurs esi dabasūs,

slaveits lai tūp Tovs vōrds.

Lai atnōk Tova vaļsteiba.

Tova vaļa lai nūteik, kai dabasūs,

tai ari vērs zemes.

Myusu ikdīneiškū maizi dūd mums šudiņ.

Un atlaid mums myusu porōdus,

kai un mes atlaižam sovim porōdnīkim.

Un naved myusu kārdynōšonā,

bet izglōb myusus nu ļauna Amen.

## Algunes frases
| Latgalià                         | Letó                                | significat                           |
| -------------------------------- | ----------------------------------- | ------------------------------------ |
| Vasals!                          | Sveiks!                             | A reveure!                           |
| Loba dīna!                       | Labdien!                            | Bon dia!                             |
| Muns vuords Eugeņs.              | Mans vārds ir Eugeņs.               | Em diuen Eugeni.                     |
| Šudiņ breineiga dīna!            | Šodien ir brīnišķīga diena!         | Avui és un dia magnífic!             |
| Vīns, div, treis, niu tu breivs! | Viens, divi, trīs, nu tu esi brīvs! | Un, dos, tres, lliure! (joc de nens) |
| Asu aizjimts itamā šaļtī!        | Šobrīd esmu aizņemts!               | De moment estic ocupat!              |
| As tevi mīļoju!                  | Es tevi mīlu!                       | T’estimo!                            |
| Asu nu Latgolys.                 | Esmu no Latgales.                   | Vinc de Latgàlia.                    |
| As īšu iz sātu.                  | Es iešu mājās.                      | Tornaré a casa.                      |
| Maņ pateik vuiceitīs.            | Man patīk mācīties.                 | M’agrada aprendre.                   |